# Tesla Model Y
Tesla Model Y je elektrický crossover americké automobilky Tesla. Představení automobilu proběhlo v březnu 2019, výroba začala v roce 2020. Vzhledově je Model Y založen na vozidle střední třídy Model 3, s tím také ze 75 % sdílí technický základ. V roce 2023 šlo s 1,223 mil. prodaných kusů o nejprodávanější automobil na světě.
Model Y se prodává v několika bateriových variantách s dojezdem od 393 km do 531 km dle měření EPA. Interiér vozu je stejný jako v případě Modelu 3, rozdíl je v rozvržení sedaček. Model Y se nabízí také s variantou obsahující třetí řadu sedadel, dohromady tedy bude ve voze místo pro sedm lidí. Objem kufru je při sklopení sedaček druhé až třetí řady 1868 litrů.

## Produkce
Automobil se vyrábí v Tesla Fremont Factory v americké Kaliforrnii, v čínské Gigafactory Shanghai, v Gigafactory Texas v americkém Texasu a v německé Gigafactory Berlin, která se začala stavět v roce 2019 na katastru obce Grünheide ve spolkové zemi Braniborsko blízko východního okraje Berlína.